# 瓯柑
瓯柑又稱甌柑橘（學名：Citrus tangerina 或 Citrus suavissima）属宽皮柑橘类，柑的一种，温州传统特产水果。温州各地均有栽培，因为温州古称为瓯越而因此得名，已有1300多年的栽培历史。

## 特征
成熟的瓯柑扁圆上面略凸呈倒卵形，柑皮金黄，籽少皮薄，果肉多汁，食用时先感觉微苦然后甘甜，有特殊的香味。常温下瓯柑可贮藏时间达300天，直至翌年端午节，那时的瓯柑还有清凉解毒的功效，故民间有“端午瓯柑胜羚羊”的说法。

## 历史
据史书记载，自晋唐时代温州柑桔一直列为贡品。在宋代，瓯柑又称海红柑，南宋韩彦直在《橘录》中有详细记载：“海红柑颗极大。有及尺以上围者。皮厚而色红。藏之久而味愈甘。木高二三尺。有生数十颗者。枝重委地亦可爱。是柑可以致远。今都下堆积道旁者。多此种。初音近海。故以海红得名。”

## 医用
富含维生素C，果肉及果汁具解热生津、开胃、利尿、去痰止咳的功效，柑皮晾干后即是陈皮，柑络也可入中药。